# Сахарски кипарис
Сахарският кипарис (Cupressus dupreziana) е вид растение от семейство Кипарисови (Cupressaceae). Видът е застрашен от изчезване.

## Разпространение
Разпространен е в Алжир и Мароко.